# Estivaux
 Estivaux  (en occitano Estivaus) es una comuna y población de Francia, en la región de Lemosín, departamento de Corrèze, en el distrito de Brive-la-Gaillarde y cantón de Vigeois.
Su población en el censo de 2008 era de 373 habitantes.
Está integrada en la Communauté de communes des trois A: A20, A89 et Avenir.

## Demografía
| 378 | 443 | 378 | 371 | 340 | 322 | 373 |
| Para los censos de 1962 a 1999 la población legal corresponde a la población sin duplicidades (Fuente: INSEE [Consultar]) |     |     |     |     |     |     |